# Aspidophorodon obtusirostre
Aspidophorodon obtusirostre (лат.) — вид тлей рода Aspidophorodon из подсемейства Aphidinae. Эндемики Китая (Пекин, Mt. Dongling, 40,03° с. ш., 115,42° в. д., на высоте 2063 м).

## Описание
Мелкие насекомые, длина 1,1 — 1,4 мм. Срединный лобный бугорок выпуклый, прямоугольный, с небольшим углублением посередине; усиковые бугорки каждый с невысоким отростком на внутренней вершине, ниже срединного лобного бугорка; рострум достигает середины тазиков, концевой сегмент рострума клиновидный, короткий и тупой, в 1.27-1.94 раза длиннее своей ширины; кауда длинная и языковидная с 6-11 щетинками, в том числе 2 парами очень длинных и заостренных щетинок и 2-7 короткими и заостренными щетинками. Этот вид питается на нижней стороне листьев Potentilla в ассоциации с муравьями. Вид был впервые описан в 2022 году по типовым материалам из Китая и включён в подрод Eoessigia. Голова с тремя отростками на лбу; дорзум тела разнообразно украшен морщинками, неправильной полигональной сетчатостью, овальными или полукруглыми скульптурными линиями, мелкими сосочковидными бугорками; трубочки длинные и ложковидные, широкие в основании, слегка вздутые дистально, без фланца.